# Stará Myjava
Stará Myjava este o comună slovacă, aflată în districtul Myjava din regiunea Trenčín. Localitatea se află la altitudinea de 390 m deasupra n.m., se întinde pe o suprafață de 17,73 km2 și în 2017 număra 749 de locuitori.

## Demografie
| An:                | 1994 | 2004   | 2014   | 2024   |
| ------------------ | ---- | ------ | ------ | ------ |
| Număr de persoane: | 725  | 730    | 733    | 766    |
| Diferență:         |      | +0,68% | +0,41% | +4,50% |

| An:                | 2023 | 2024   |
| ------------------ | ---- | ------ |
| Număr de persoane: | 744  | 766    |
| Diferență:         |      | +2,95% |